# Coda (taalkunde)

De structuur van gesloten lettergrepen schematisch weergegeven. De coda, het laatste deel, bestaat altijd uit een of meer medeklinkers (aangegeven door C).

De coda of staart is in de beschrijving van de structuur van gesloten lettergrepen het laatste gedeelte van de lettergreep.
De coda bestaat altijd uit een medeklinker of een groep (cluster) van enkele medeklinkers. De coda is doorgaans minder sonoor dan het voorgaande deel van de lettergreep, de nucleus, dat vrijwel altijd een klinker of diftong is. Wanneer de coda uit meerdere medeklinkers na elkaar bestaat neemt de sonoriteit bovendien verder af per medeklinker. Het aantal mogelijke medeklinkers en medeklinkercombinaties in de coda in een taal is als gevolg van de fonotactische regels vaak aan beperkingen onderworpen; zo is een toenemende sonoriteit in de coda (als bij de combinatie -pl) in de regel niet mogelijk, terwijl in de aanzet juist het omgekeerde geldt.

## Stemhebbend-stemloos
In talen zoals het Nederlands met veel auslautverhärtung wordt een medeklinker in de coda vaak stemloos uitgesproken, ook in het geval van een onderliggende stemhebbende medeklinker, zoals in bard en goed. Door regressieve assimilatie kan de codamedeklinker echter stemhebbend worden, zoals bijv. in vaatdoek (de t van vaat wordt hier gerealiseerd als een d).
In talen zoals het Engels met geen of weinig auslautverhärtung kan de codamedeklinker zowel stemloos als stemhebbend worden uitgesproken, zoals in het Engelse woord bed.